# Rosa freitagii
Rosa freitagii är en rosväxtart som beskrevs av J. Zielinski. Rosa freitagii ingår i släktet rosor, och familjen rosväxter. Inga underarter finns listade i Catalogue of Life.